# Centro Natación Helios
El Centro Natación Helios es un centro deportivo de Zaragoza, España. Fundado en 1925, que cuenta con varias secciones deportivas, algunas de las cuales llegaron a la máxima categoría de las competiciones deportivas españolas, fundamentalmente en la década de los 70. Sus secciones de Balonmano y Baloncesto compitieron en lo que hoy en día son las ligas ASOBAL y ACB. 
En la actualidad destacan las secciones de Fútbol y Baloncesto, con más de 300 deportistas cada una de ellas.

## Historia
En 1963 se le premia con la Copa Stadium su contribución en la promoción y fomento del deporte.

## Sección de Baloncesto
Participó en la Primera División de Liga española de baloncesto durante 7 temporadas.

### Temporada 79-80

#### Plantilla
- Entrenador: José Luis Ereña

| - Aliguer - Alberto Alocén - Fernando Arcega - Jesús Iradier - Lete |  | - Emilio Nicolau - Perez - Quino Salvo - Simon - Williams |

#### Estadísticas
Clasificado en 10.ª posición 
|           | P. Jugados | P. Ganados | P. Empatados | P. Perdidos |
| --------- | ---------- | ---------- | ------------ | ----------- |
| Total     | 22         | 8          | 3            | 10          |
| Local     | 11         | 3          | 1            | 7           |
| Visitante | 11         | 5          | 2            | 3           |

### Temporada 80-81

#### Plantilla
- Entrenador: José Luis Ereña

| - Alberto Alocén - Fernando Arcega - Manuel Bosch - Sten Feldreich - sust. por Hollis Copeland - |  | - Jesús Iradier - Emilio Nicolau - Berdi Pérez - J. Pérez - Quino Salvo |

#### Estadísticas
Clasificado en 7ª posición 
|           | P. Jugados | P. Ganados | P. Empatados | P. Perdidos |
| --------- | ---------- | ---------- | ------------ | ----------- |
| Total     | 26         | 20         | 0            | 6           |
| Local     | 13         | 9          | 0            | 4           |
| Visitante | 13         | 11         | 0            | 2           |

A final de la temporada, el C.N. Helios abandonó la gestión del equipo de baloncesto de División de Honor. Se creó un nuevo club con el nombre Club Baloncesto Zaragoza, que asumió cancha, jugadores y patrocinador. Este nuevo club, con la llegada de la Caja de Ahorros de la Inmaculada (CAI) como patrocinador, pasó a conocerse como CAI Zaragoza a partir de la temporada 82-83.

## Sección de Waterpolo
En abril de 2009 consigue el ascenso a división de honor al vencer por 15 a 8 al CN Ondarreta-Alcorcón en la piscina Manuel Molinero con casi 500 espectadores.